# University of Pennsylvania Museum of Archaeology and Anthropology
Le University of Pennsylvania Museum of Archaeology and Anthropology (Musée d'archéologie et d'anthropologie de l'université de Pennsylvanie) est un musée de Philadelphie. Comme son nom l'indique, il est rattaché à la prestigieuse Université de Pennsylvanie, qui fait partie de l'Ivy League, et concentre essentiellement ses collections sur l'archéologie et l'anthropologie.

## Le musée
Le musée, dont le nom est souvent abrégé en Penn Museum ou University Museum a été fondé en 1887. Au début du XXe siècle,  Sara Yorke Sevenson, conservatrice de l'établissement, a notamment organisé les premières expéditions archéologiques en Égypte, Mésopotamie, Afrique, Asie orientale et Amérique du Sud. Les collections de l'université rappellent ces premières expéditions, pour la plupart couronnées de succès.
Le bâtiment qui abrite le musée est construit dans un style Beaux Arts, et constitue l'un des lieux remarquables de l'université de Pennsylvanie. Le bâtiment original (sur lequel de nombreux agrandissements et ajouts sont venus se greffer) ne constitue en réalité qu'un tiers d'un plan ambitieux qui aurait créé l'un des plus grands bâtiments d'accueil d'un musée aux États-Unis. Les caractéristiques de la structure incluent une rotonde, ainsi que des jardins qui abritent des papyrus égyptiens. L'architecte britannique David Chipperfield a dirigé les travaux de rénovation du bâtiment en 2006, comprenant notamment l'installation d'un système d'air conditionné.